# 지리산국립공원
지리산국립공원(智異山國立公園)은 전라남도, 전북특별자치도, 경상남도의 경계에 있는 국립공원이다. 또한 남원, 구례, 함양과 접한다. 지리산은 1967년에 한국에서 처음으로 국립공원으로 지정되었다. 생물 다양성 보존에 중점을 둔 대한민국 최대의 야생 국립공원이며,  반달가슴곰에 대한 잘 알려진 보전 프로그램과 과도한 사용으로 인한 피해 지역에 대한 선구적인 복원 프로그램을 가지고 있다.

## 갤러리

지리산국립공원
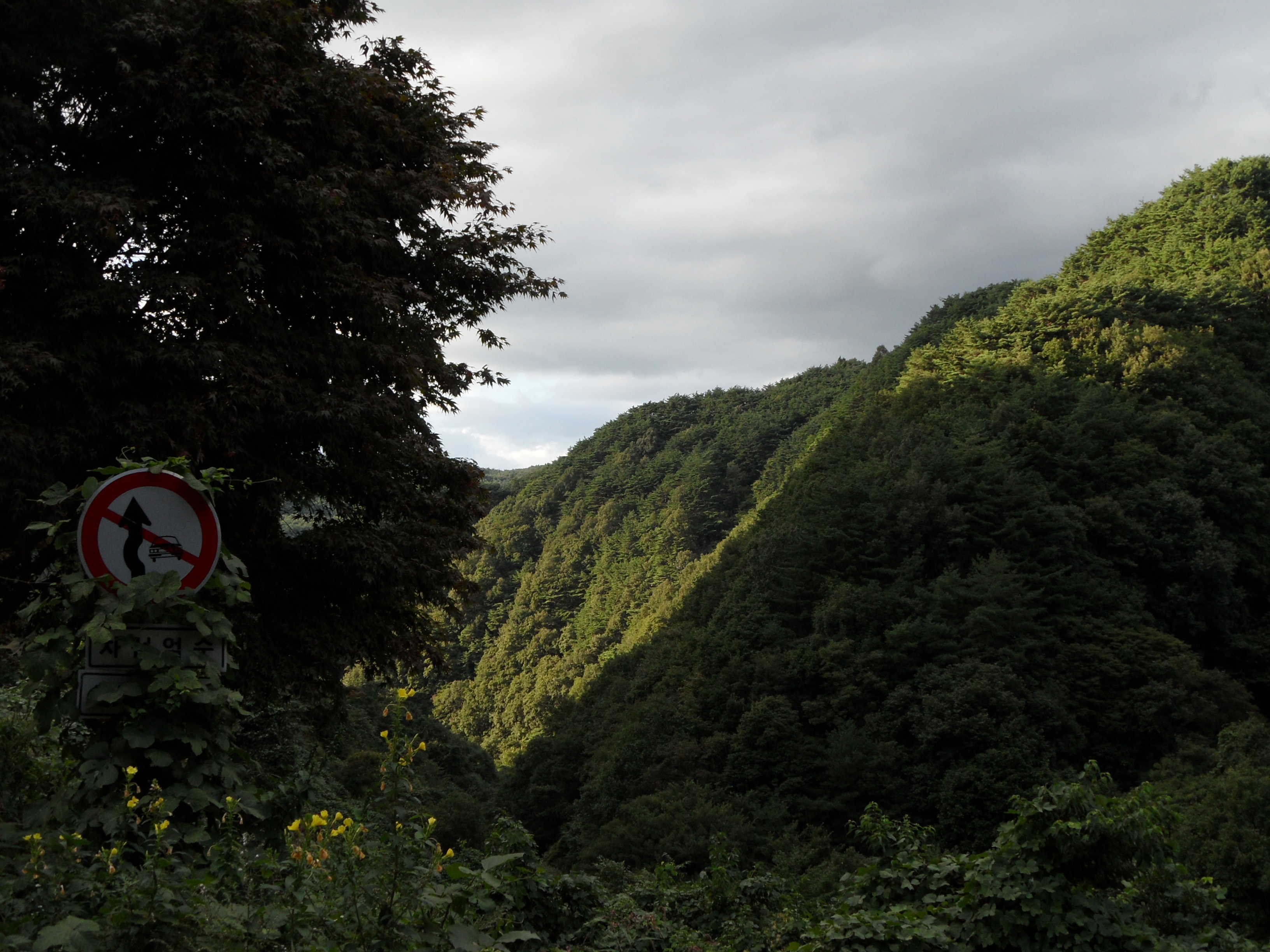
남원시골 - 지리산국립공원(2010)
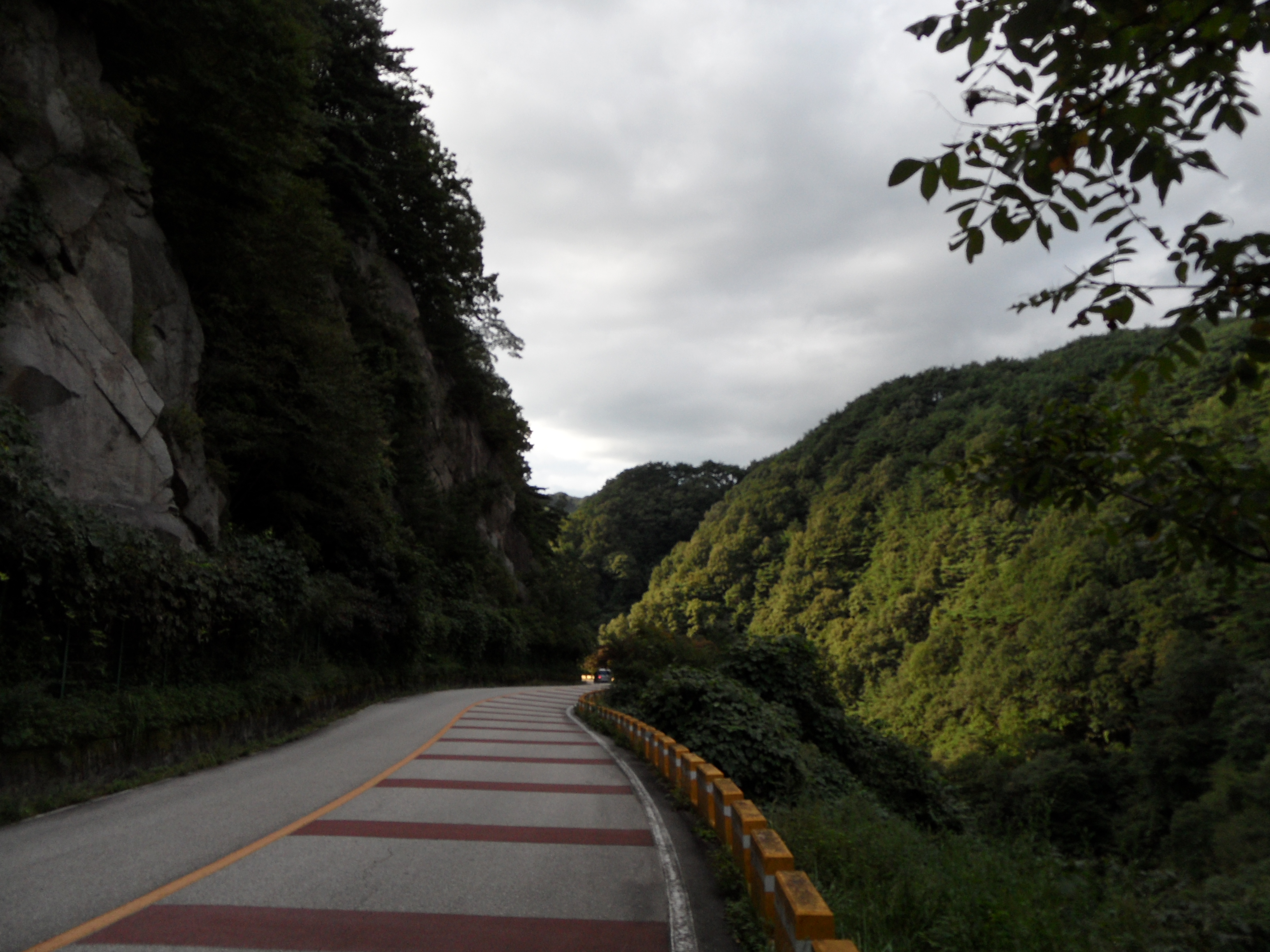
남원시골 - 지리산국립공원(2010)
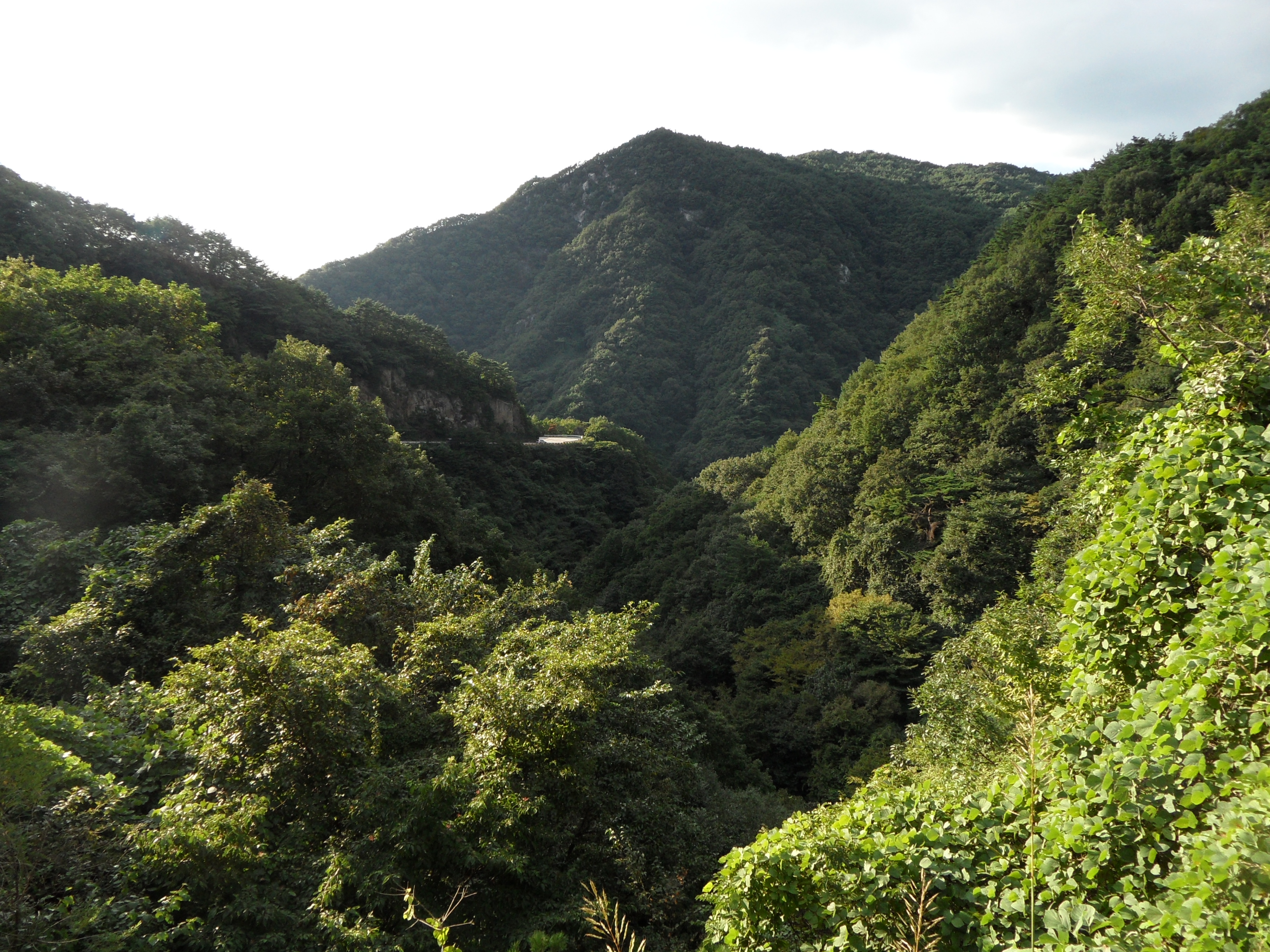
남원시골 - 지리산국립공원(2010)

남원 쪽에서 본 지리산국립공원
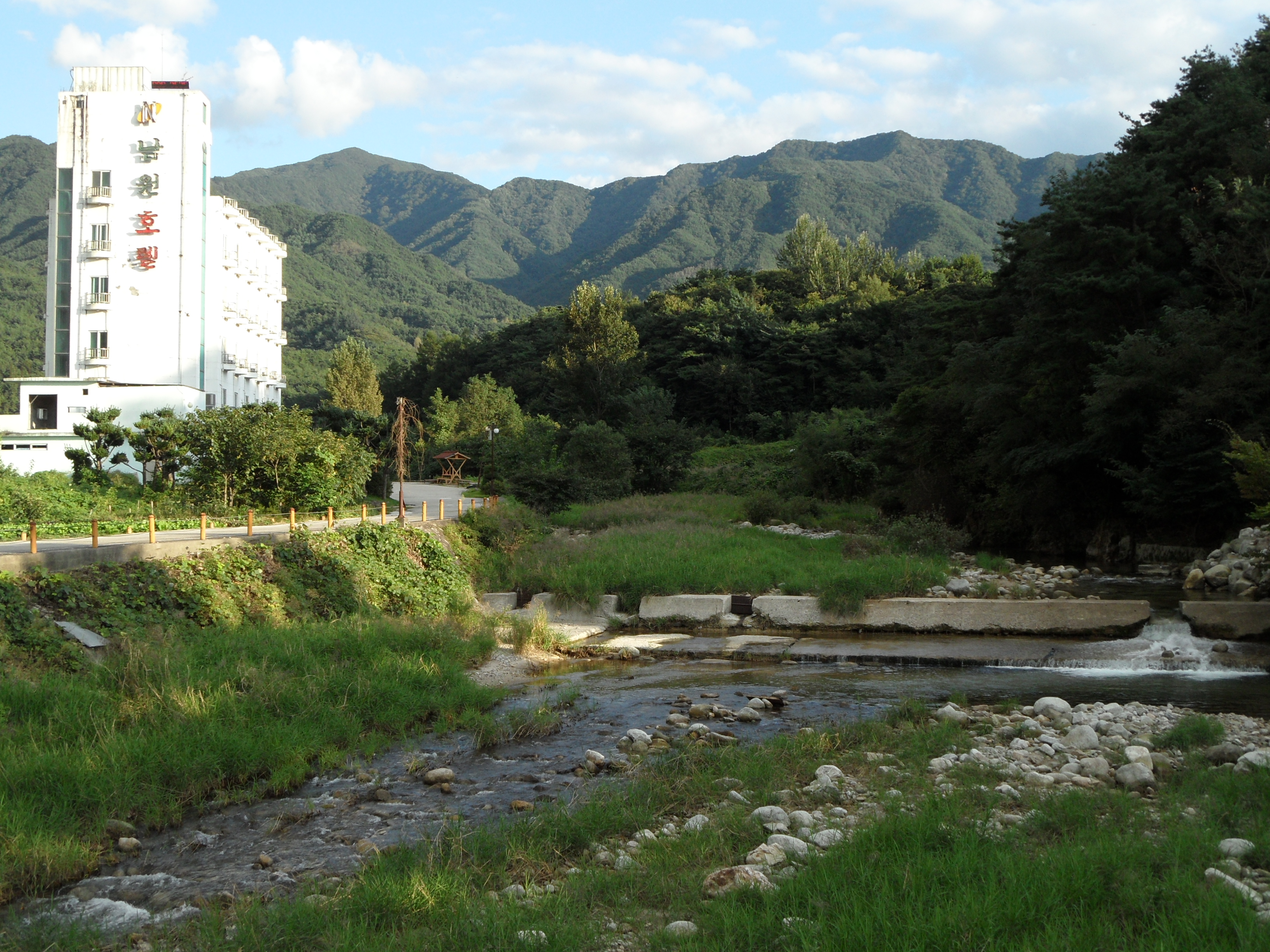
남원 시골 - (주천면) 주천면 (2010)
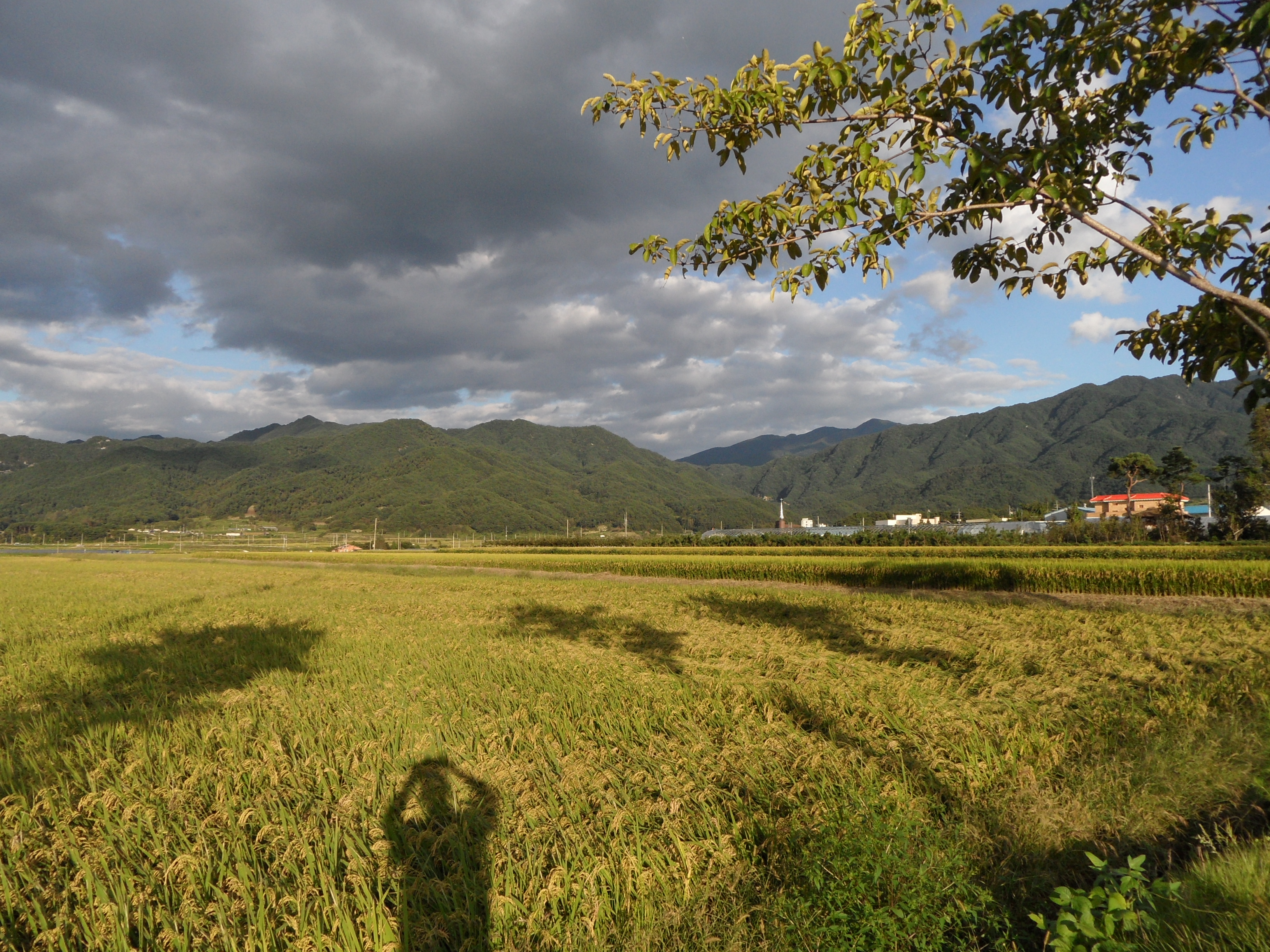
남원 시골 - (주천면) 주천면 (2010)
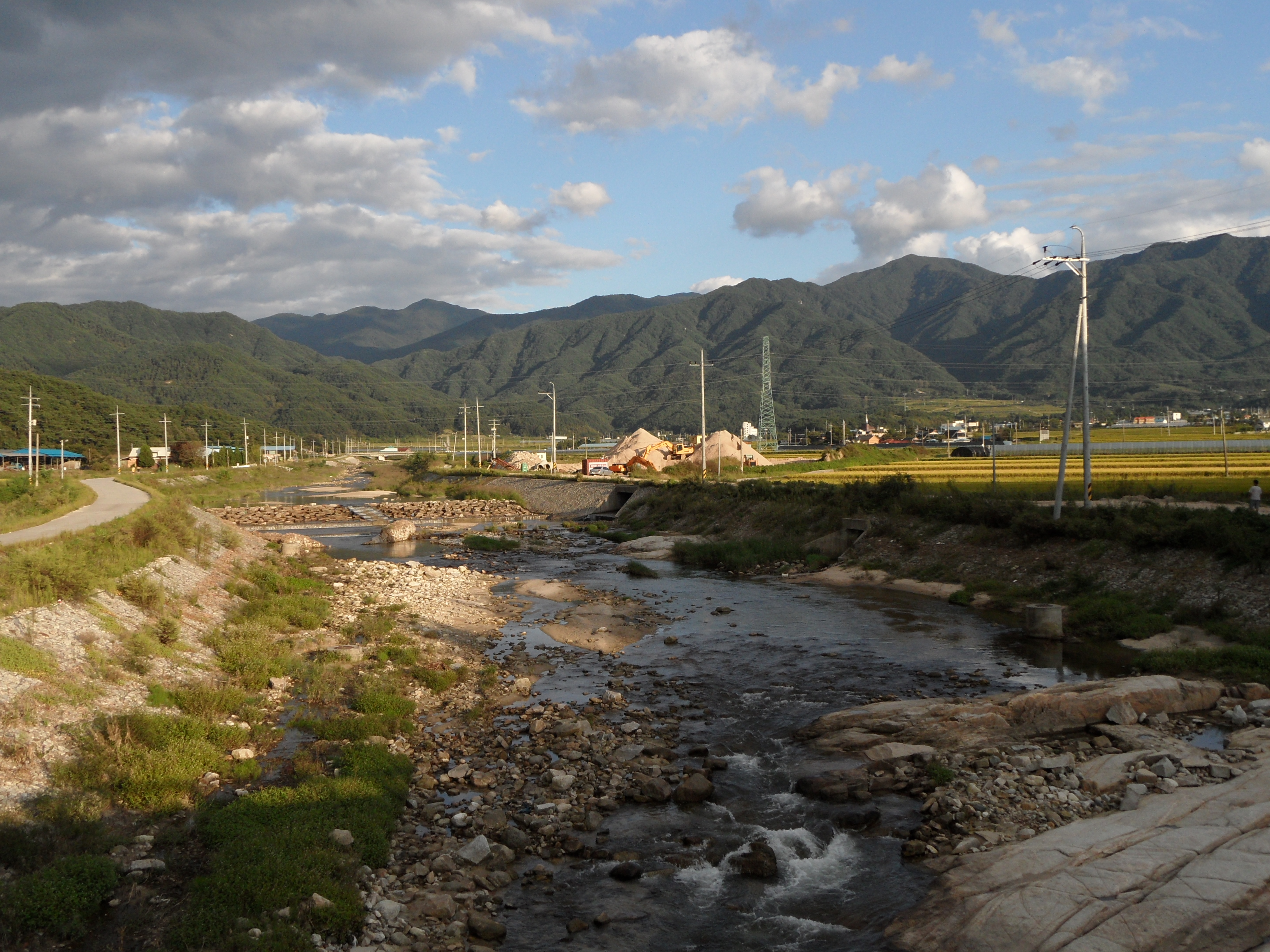
남원 시골 - (주천면) 주천면 (2010)